# Gino Gerhardi
Gino Gerhardi (1º agosto 1988) è un bobbista tedesco.

## Biografia
Compete dal 2008 come frenatore per la nazionale tedesca. Ha vinto la medaglia di bronzo nella gara a squadre ai campionati mondiali di Sankt Moritz 2013.
In Coppa del mondo ha ottenuto il primo podio l'11 dicembre 2011 e la sua prima vittoria il 18 dicembre seguente, entrambi nel bob a quattro.

## Palmarès

### Mondiali
- 1 medaglia:
  - 1 argento (squadre miste a Sankt Moritz 2013).

### Coppa del Mondo
- 5 podi (3 nel bob a due, 2 nel bob a quattro):
  - 1 vittoria (nel bob a quattro);
  - 4 terzi posti (3 nel bob a due, 1 nel bob a quattro).

#### Coppa del Mondo - vittorie
| Data             | Luogo      | Paese    | Disciplina                                                     |
| ---------------- | ---------- | -------- | -------------------------------------------------------------- |
| 18 dicembre 2011 | Winterberg | Germania | a quattro con Thomas Florschütz, Kevin Kuske e Thomas Blaschek |